# Mistrzostwa Świata w Pięcioboju Nowoczesnym 1975
Mistrzostwa Świata w Pięcioboju Nowoczesnym 1975 – 21. edycja mistrzostw odbyła się w Meksyku.

## Klasyfikacja medalowa
| Lp. | Państwo           | złoto | srebro | brąz | Razem |
| --- | ----------------- | ----- | ------ | ---- | ----- |
| 1.  | Węgry             | 1     | 1      | 0    | 2     |
| 2.  | ZSRR              | 1     | 0      | 1    | 2     |
| 3.  | Stany Zjednoczone | 0     | 1      | 0    | 1     |
| 4.  | Wielka Brytania   | 0     | 0      | 1    | 1     |

## Medaliści

### Mężczyźni
| Złoto                                                       | Srebro                                                                 | Brąz                                                     |
| Indywidualnie                                               |                                                                        |                                                          |
| Paweł Ledniow                                               | Tamás Kancsal                                                          | Jeremy Fox                                               |
| Drużynowo                                                   |                                                                        |                                                          |
| Węgry · Tamás Kancsal · Szvetiszláv Sasics · Tibor Maracskó | Stany Zjednoczone · John Fitzgerald · Michael Burley · Orben Greenwald | ZSRR · Paweł Ledniow · Władimir Szmielew · Leonid Iwanow |